# Чёрный, Зиновий Ефимович
Зиновий Ефимович Чёрный (29 июля 1940, Пярну — 20 декабря 1994, Одинцово) — советский и российский волейбольный тренер.

## Карьера
После окончания ГИФК им. Лесгафта в 1963 году на тренерской работе. Работал с ДЮСШ «Динамо» (1963—1968) и ДЮСШ «Спартак» (1968—1976) в Ленинграде.
С 1976 года работает в структуре «Автомобилиста» в качестве помощника у Вячеслава Платонова. Семь раз подряд (1976, 1977, 1978, 1978/79, 1979/80, 1980/81, 1982) команда становится серебряным призёром чемпионата СССР.
В 1980 году З. Е. Чёрный был удостоен звания заслуженный тренер РСФСР, а в 1984 году — звания заслуженный тренер СССР.
В 1989 году З. Е. Чёрный возглавил «Автомобилист», с которым в 1992 году победил в чемпионате СНГ, а в 1993 году – в чемпионате России.
В 1989 году команда под его руководством завоевала Кубок СССР и стала обладателем Кубка Европейской Конфедерации волейбола (ЕКВ).
Умер во время волейбольного матча в Одинцово. Похоронен на кладбище «Памяти жертв Девятого января» в Санкт-Петербурге.

## Образование
Окончил ГИФК им. П.Ф. Лесгафта и Первый медицинский институт. Кандидат медицинских наук.